# Shayron Curiel
Shayron Curiel (Willemstad, 17 april 1991) is een Curaçaos-Nederlands voetballer die als aanvaller speelt.
Curiel begon in de jeugd bij Spartaan '20 en was een van de weinige spelers van een amateurclub die geselecteerd werden voor een vertegenwoordigend jeugdelftal. Hij speelde in 2008 tweemaal in het Nederlands voetbalelftal onder 17 en liep stage bij Chelsea FC. Curiel tekende een driejarig contract bij Sparta en debuteerde op 29 oktober 2010 als basisspeler in de uitwedstrijd tegen FC Den Bosch. Dit bleef zijn enige optreden want aan het einde van 2010 werd zijn contract om disciplinaire redenen ontbonden. In februari 2011 tekende hij bij FC Dordrecht waar hij een basisplaats veroverde. In totaal scoorde Curiel 5 doelpunten in 32 wedstrijden voor Dordrecht. In februari 2012 is hij als verdachte aangehouden in een zaak waarbij vier mannen een studentenhuis in Rotterdam overvallen hadden. Deze zaak is ook in Opsporing Verzocht behandeld.
In de zomer van 2012 trainde hij weer mee bij FC Dordrecht maar in augustus gingen club en speler toch uit elkaar. Tijdens de rechtszaak verzon hij een stage bij Willem II. In november werd Curiel tot een celstraf van twee jaar en vier maanden veroordeeld. Van de vier legde hij als enige een bekentenis af en wees de anderen als mededader aan.
In het voorjaar van 2014 sloot hij aan bij JHR. In de zomer van dat jaar ging hij naar Alexandria '66. In maart 2015 liet Barendrecht weten hem voor de komende jaargang gecontracteerd te hebben. Hij tekende in juni 2015 echter een eenjarig contract bij FC Dordrecht met een optie voor nog een seizoen. In januari 2016 werd hij teruggezet naar het tweede team en daarna werd zijn contract ontbonden. In het seizoen 2016/17 speelde hij voor Alexandria '66 en daarna ging hij naar VV Nieuwerkerk.

## Carrière
| Seizoen | Club         | Wedstrijden | Doelpunten | Competitie     |
| ------- | ------------ | ----------- | ---------- | -------------- |
| 2010/11 | Sparta       | 1           | 0          | Eerste Divisie |
| 2010/11 | FC Dordrecht | 15          | 2          | Eerste Divisie |
| 2011/12 | FC Dordrecht | 17          | 3          | Eerste Divisie |
| 2015/16 | FC Dordrecht | 11          | 1          | Eerste Divisie |
| Totaal  |              | 44          | 6          |                |